# Adam Sørensen
Adam Sørensen (Herlev, 2000. november 11. –) dán korosztályos válogatott labdarúgó, a norvég Bodø/Glimt hátvédje.

## Pályafutása

### Klubcsapatokban
Sørensen a dániai Herlev városában született. Az ifjúsági pályafutását a helyi Herlev csapatában kezdte, majd a Lyngby akadémiájánál folytatta.
2018-ban mutatkozott be a Lyngby első osztályban szereplő felnőtt keretében. Először a 2018. március 3-ai, Hobro ellen 3–0-ra elvesztett mérkőzés 81. percében, Herolind Shala cseréjeként lépett pályára. Első gólját 2018. május 13-án, a Silkeborg ellen idegenben 2–2-es döntetlennel zárult találkozón szerezte meg. 2023. január 12-én ötéves szerződést kötött a norvég első osztályban érdekelt Bodø/Glimt együttesével.

### A válogatottban
Sørensen az U16-os, az U17-es és az U19-es korosztályú válogatottakban is képviselte Dániát.

## Statisztikák
2023. július 13. szerint
| Klub       | Szezon   | Osztály             | Bajnokság | Bajnokság | Kupa  | Kupa | Nemzetközi | Nemzetközi | Összesen | Összesen |
| Klub       | Szezon   | Osztály             | Meccs     | Gól       | Meccs | Gól  | Meccs      | Gól        | Meccs    | Gól      |
| ---------- | -------- | ------------------- | --------- | --------- | ----- | ---- | ---------- | ---------- | -------- | -------- |
| Lyngby     | 2017–18  | Danish Superliga    | 11        | 1         | 0     | 0    | —          | —          | 11       | 1        |
| Lyngby     | 2018–19  | Danish 1st Division | 1         | 1         | 0     | 0    | —          | —          | 1        | 1        |
| Lyngby     | 2019–20  | Danish Superliga    | 1         | 0         | 0     | 0    | —          | —          | 1        | 0        |
| Lyngby     | 2021–22  | Danish 1st Division | 32        | 1         | 2     | 0    | —          | —          | 34       | 1        |
| Lyngby     | 2022–23  | Danish Superliga    | 16        | 0         | 1     | 0    | —          | —          | 17       | 0        |
| Lyngby     | Összesen | Összesen            | 61        | 3         | 3     | 0    | 0          | 0          | 64       | 3        |
| Bodø/Glimt | 2023     | Eliteserien         | 12        | 0         | 4     | 0    | 2          | 0          | 18       | 0        |
| Összesen   | Összesen | Összesen            | 73        | 3         | 7     | 0    | 2          | 0          | 82       | 3        |

## Sikerei, díjai
Lyngby
- Danish 1st Division
  - Feljutó (2): 2018–19, 2021–22